# 1954 na política

## Eventos
- 1 de janeiro - O primeiro Parlamento eleito do Sudão foi oficialmente inaugurado em Cartum pelo governador-geral, Sir Robert Howe.
- 13 de março a 7 de maio - Batalha de Dien Bien Phu no Vietname, que termina com a derrota da França.
- 20 de maio - Chiang Kai-shek é reeleito Presidente da República da China (Taiwan).
- 21 de julho -  A Conferência de Genebra formaliza a divisão do Vietname em Vietname do Norte e Vietname do Sul.
- 23 de agosto - Militares dão ultimato a Getúlio Vargas para que renuncie à presidência do Brasil, em função da crise política desencadeada pelo Atentado da rua Tonelero.
- 24 de agosto - Getúlio Vargas, presidente do Brasil, suicida-se com um tiro no coração. O vice-presidente Café Filho assume o governo.
- 8 de setembro - É assinado nas Filipinas o Pacto de Manila, que cria a Organização do Tratado do Sudeste Asiático (SEATO), uma organização para defesa colectiva, compreendendo oito países: Austrália, França, Nova Zelândia, Paquistão, Filipinas, Tailândia, Reino Unido e Estados Unidos.
- 3 de outubro - Primeira eleição para prefeito de Curitiba.
- 12 de outubro - Restituição de Porto Artur (Lüshunkou) à China pela União Soviética.
- 14 de novembro - Gamal Abdel Nasser inicia o seu longo mandato como presidente do Egito.
- 25 de novembro - Juscelino Kubitschek é indicado candidato a presidência do Brasil.
- 26 de novembro - A Frente Nacional de Libertação da Argélia inicia uma revolta contra o domínio da França.

## Nascimentos
| Data           | Nome                      | Profissão                               | Nacionalidade | Observações | Ref |
| -------------- | ------------------------- | --------------------------------------- | ------------- | ----------- | --- |
| 24 de dezembro | José María Figueres Olsen | presidente da Costa Rica de 1994 a 1998 | Costa Rica    |             |     |

## Mortes
| Data         | Nome                  | Profissão                                                                                                  | Nacionalidade | Observações | Ref   |
| ------------ | --------------------- | --- | ------------- | ----------- | ----- |
| 14 de maio   | Heinz Guderian        | general alemão e principal teórico da utilização de forças blindadas em batalha, na Segunda Guerra Mundial | Alemanha      | n. 1888     |       |
| 19 de maio   | Catarina Eufémia      | trabalhadora alentejana, numa manifestação contra o Estado Novo                                            | Portugal      | n. 1928     |       |
| 6 de julho   | Julio Acosta García   | presidente da Costa Rica de 1920 a 1924                                                                    | Costa Rica    | n. 1876     | [ 1 ] |
| 15 de julho  | Tomás Monje Gutiérrez | presidente da Bolívia de 1946 a 1947                                                                       | Bolívia       | n. 1884     | [ 2 ] |
| 19 de agosto | Alcide De Gasperi     | primeiro-ministro da Itália de 1945 a 1953 e Presidente provisório da Itália em 1946                       | Itália        | n. 1881     |       |
| 24 de Agosto | Getúlio Vargas        | Presidente do Brasil                                                                                       | Brasil        | n. 1882     |       |